# Metropolitano de Porto Alegre
O Metrô de Porto Alegre, é um sistema de metrô, operado pelo governo federal brasileiro através da empresa Trensurb (Empresa de Trens Urbanos de Porto Alegre S.A.). Possui 22 estações, totalizando 43,4 km de extensão, transportando cerca de 228 mil usuários por dia. De acordo com o diretor-presidente da Trensurb, Humberto Kasper, o município de Canoas representa 60% dos usuários desse tipo de transporte.

## História
A Linha 1 do metrô construída em Porto Alegre foi iniciada em 1980, ligando o centro de Porto Alegre aos municípios ao norte da área metropolitana, como Canoas, Esteio, Sapucaia do Sul, São Leopoldo e Novo Hamburgo. A escolha deste trajeto foi feita para poder desafogar o trânsito da rodovia BR-116 entre Canoas e Porto Alegre, única opção antes da construção desta linha, que já estava com sérios problemas de trânsito na época.
A Linha 1 foi inaugurada em 2 de março de 1985 entre Mercado e Sapucaia. Em 9 de dezembro de 1997 foi estendida à Unisinos e em 20 de novembro de 2000 já possuía uma estação no centro de São Leopoldo, a poucos metros da Rua Independência (Rua Grande), do Shopping e do terminal de ônibus, estendendo a viagem a mais 2,5 km da Estação Unisinos. 
Em 2008, implantou-se uma biblioteca para os passageiros integrarem a leitura à sua rotina: a Biblioteca Livros sobre Trilhos.
No dia 22 de maio de 2012, a Trensurb iniciou a operação experimental em duas das cinco novas estações da empresa, parte da expansão da Linha 1 até Novo Hamburgo. Essa primeira etapa da expansão da Trensurb a Novo Hamburgo estende a Linha 1 por mais 5 quilômetros, chegando a um total de 38,7 quilômetros. No dia 26 de junho, partiram, em caráter oficial, os primeiros trens entre Novo Hamburgo e São Leopoldo, pondo em operação a extensão. O trajeto da Estação Mercado até a Estação Santo Afonso leva 46 minutos e agregou cerca de 7 mil usuários a mais por dia ao sistema metroviário.

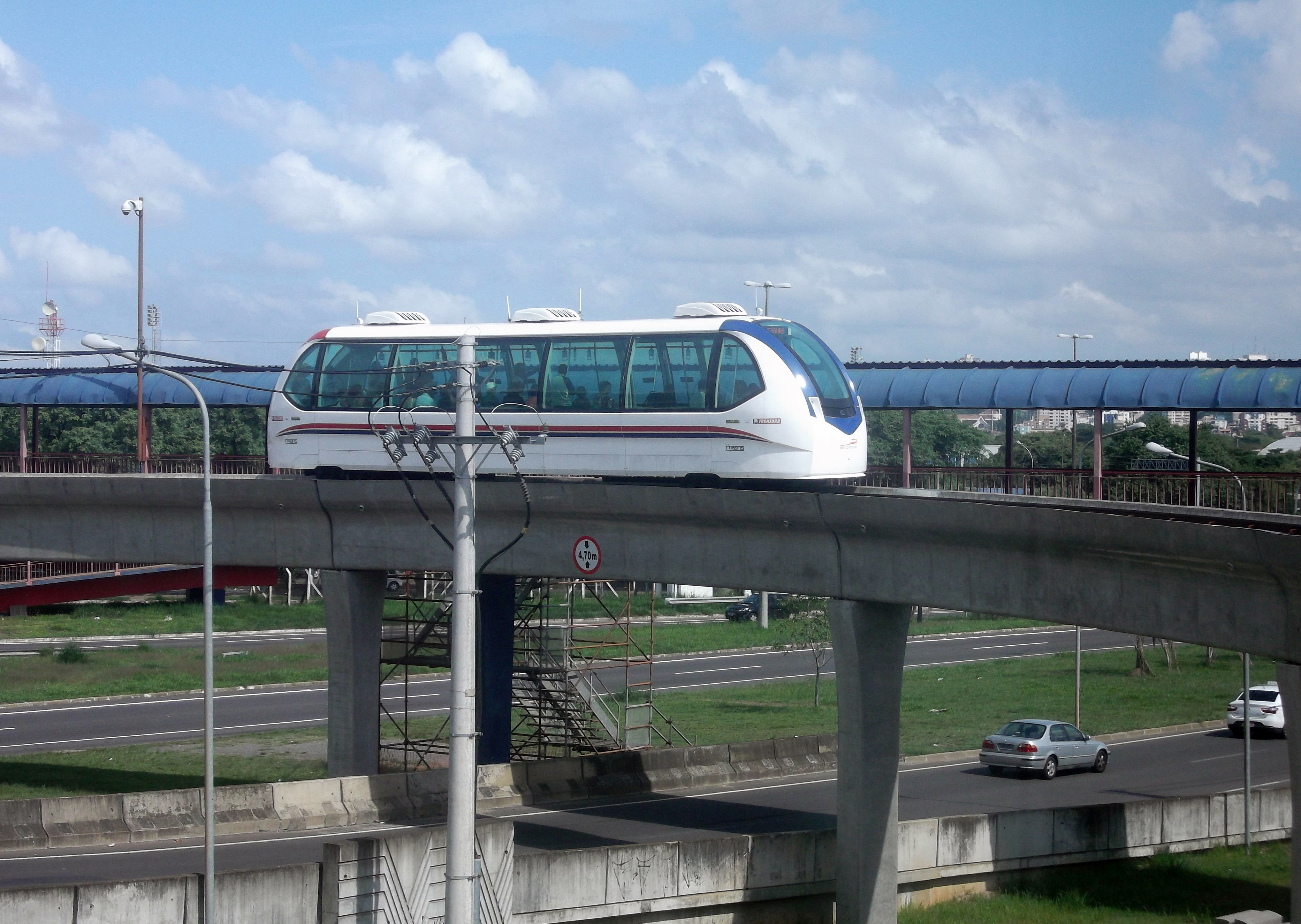
O Aeromóvel que faz a conexão com o Aeroporto Internacional Salgado Filho.

Em 21 de agosto de 2013, foi inaugurada a conexão via aeromóvel entre a estação Aeroporto da Linha 1 e o Terminal do Aeroporto Internacional Salgado Filho. A linha tem exatos 814 metros em via única e utiliza 2 veículos (A-100, com capacidade pra 150 pessoas, e A-200, com capacidade para 300 pessoas) que são alternados conforme a demanda do horário.
No dia 30 de janeiro de 2014, foram inauguradas mais três novas estações na Linha 1, sendo elas a Industrial, a FENAC, junto a Estação Rodoviária de Novo Hamburgo, e a Novo Hamburgo, ao lado do Bourbon Shopping, no centro da cidade. As novas estações foram adicionada às duas estações - Rio dos Sinos e Santo Afonso - que já estão em operação. Ao término da expansão a Novo Hamburgo, foram no total 9,3 novos quilômetros de linha e uma soma de mais 30 mil usuários ao dia.
A operação até Novo Hamburgo marca a concretização do projeto original da empresa, de ligar a capital gaúcha ao município hamburguense.
Atualmente, a Linha 1 do Trensurb possui 22 estações, sendo: seis em Porto Alegre, seis em Canoas, uma em Esteio, duas em Sapucaia do Sul, três em São Leopoldo e quatro em Novo Hamburgo.

## Futuras expansões

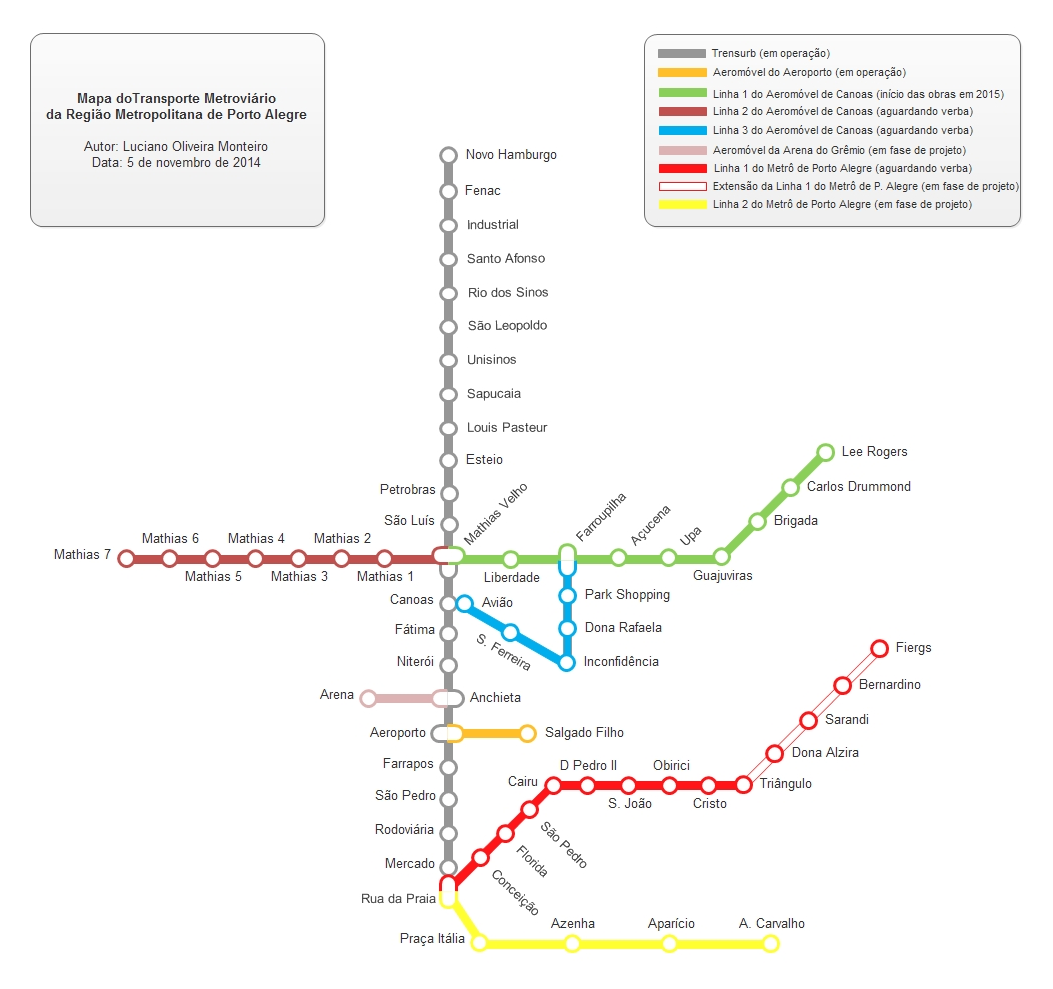
Mapa das linhas metroviárias existentes e em planejamento na Região Metropolitana de Porto Alegre

Ao sistema metroviário projeta-se a adição de mais dois modos: o aeromóvel e o trem subterrâneo. O aeromóvel já tem uma linha inaugurada ligando a estação aeroporto do Trensurb ao terminal 1 do Aeroporto Salgado Filho. Um segundo projeto está em estágio avançado em Canoas; dividido em três partes, já tem o orçamento da primeira parte garantido. Há também um projeto ainda em estágios iniciais para ligar a estação Anchieta do Trensurb ao estádio Arena do Grêmio.
Em Canoas, há um projeto para o rebaixamento dos trilhos no centro da cidade. Vale destacar que Canoas, a terceira maior cidade do estado e a maior da região metropolitana de Porto Alegre em população, é cortada ao meio duas vezes, uma pela BR-116 e outra pelos trilhos da Trensurb. O rebaixamento dos trilhos deve ocorrer apenas na região central, visando revitalizar o centro da cidade responsável pela segunda maior economia do estado.
Outro projeto de expansão é uma extensão entre os municípios de Novo Hamburgo, Campo Bom e Sapiranga, mas esta obra ainda não tem previsão de data, alternativas de itinerário, localização das estações e definição da tecnologia ideal para ser usada; estando ainda em planejamento.

## Características do sistema

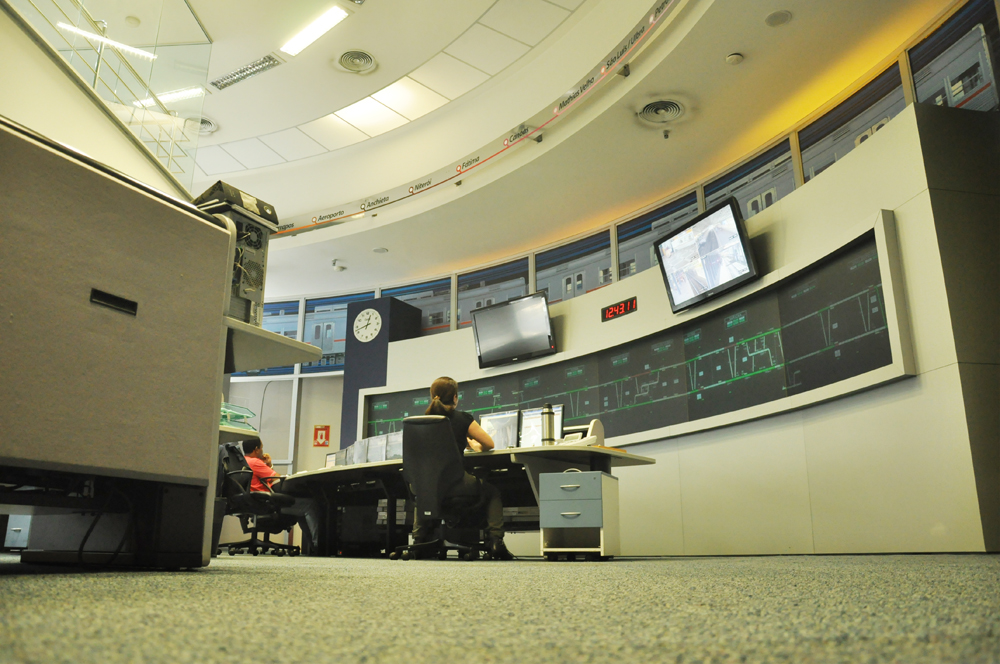
Vista do Centro de Controle Operacional (CCO) do Metrô de Porto Alegre.

O metrô possui uma distância média entre cada estação que é de 2 km, consequentemente a velocidade comercial é de 45 km/h e a velocidade máxima dos trens é de 90 km/h. A bitola é de 1600 milímetros e a alimentação dos trens é feita por catenárias aéreas utilizando uma tensão de 3000 VDC. O sistema de sinalização adotado é o de circuitos de via eletromecânicos de Mercado a Sapucaia (Mitsui) e microprocessados de Unisinos a Novo Hamburgo (SIEMENS).

### Tabela do sistema
| Linha                     | Terminais               | Inauguração          | Comprimento (km) | Estações | Duração das viagens (min) | Funcionamento      |
| ------------------------- | ----------------------- | -------------------- | ---------------- | -------- | ------------------------- | ------------------ |
| 1 Azul                    | Mercado ↔ Novo Hamburgo | 2 de março de 1985   | 43,4             | 22       | 53                        | das 05:00 às 23:20 |
| Conexão Infraero-Trensurb | Trensurb ↔ Infraero     | 21 de agosto de 2013 | 0,8              | 2        | 2                         | das 05:00 às 23:25 |

### Linhas do sistema
|  |

|  |

|  |

|  |

|  |

|  |

|  |  |  |

|  |  |  |

|  |  |  |

|  |  |  |

|  |

|  |

|  |

|  |

|  |

|  |

|  |

|  |

|  |

|  |

|  |

|  |

|  |

|  |

|  |

|  |

|  |

|  |

|  |

|  |

|  |

|  |

|  |

|  |

|  |

|  |

|  |

|  |

|  |

|  |

|  |  |  |

|  |  |  |

|  |  |  |

|  |  |  |

|  |

|  |

|  |

|  |

|  |

|  |

|  |

|  |

|  |

|  |

|  |

|  |

|  |

|  |

|  |

|  |

|  |

|  |

|  |

|  |

|  |

|  |

|  |

|  |

### Frota
| Modelo/Série | Imagem | Potência (kW) | Fabricante                                                           | Origem | Ano de Fabricação | Frota Ativa | Frota Inativa | Frota Total TUEs | Frota Total Carros |
| ------------ | ------ | ------------- | -------------------------------------------------------------------- | ------ | ----------------- | ----------- | ------------- | ---------------- | ------------------ |
| 100          |        | 2520          | Consórcio: Nippon Sharyo Seizo Kaisha, Hitachi e Kawasaki Heavy Ind. | Japão  | 1984              | 25          | 1             | 25               | 100                |
| 200          |        | 2860          | Consórcio:FrotaPoa (Alstom e CAF).                                   | Brasil | 2014              | 15          | 2             | 15               | 60                 |
| A-X00        |        | -             | T'Trans (veículos) e Aeromóvel Brasil S.A. (pacote tecnológico).     | Brasil | 2012/2013         | 1           | 1             | 2                | 3                  |

### Passageiros transportados
| Ano  | Passageiros | Ano  | Passageiros |
| ---- | ----------- | ---- | ----------- |
| 1985 | 26 200 000  | 2005 | 47 251 208  |
| 1986 | 30 700 000  | 2006 | 45 787 217  |
| 1987 | 35 800 000  | 2007 | 45 334 541  |
| 1988 | 23 300 000  | 2008 | 47 035 760  |
| 1989 | N/D         | 2009 | 44 404 858  |
| 1990 | 38 000 000  | 2010 | 48 685 321  |
| 1991 | 38 649 585  | 2011 | 50 980 063  |
| 1992 | 31 891 135  | 2012 | 51 930 877  |
| 1993 | 33 298 508  | 2013 | 54 400 026  |
| 1994 | 31 333 039  | 2014 | 58 792 721  |
| 1995 | 30 463 393  | 2015 | 57 541 910  |
| 1996 | 30 741 015  | 2016 | 56 175 605  |
| 1997 | 31 478 627  | 2017 | 55 056 632  |
| 1998 | 35 476 564  | 2018 | 51 751 903  |
| 1999 | 36 341 106  | 2019 | 48 055 364  |
| 2000 | 37 738 803  | 2020 | 24 386 843  |
| 2001 | 39 552 401  | 2021 | 25 273 432  |
| 2002 | 41 293 660  | 2022 | 31 966 680  |
| 2003 | 44 683 279  | 2023 | 31 651 041  |
| 2004 | 48 984 940  | 2024 | 20 134 159  |

## Enchentes no Rio Grande do Sul em 2024
No dia 3 de maio de 2024, em meio a tragédia ocasionada pelas Enchentes no Rio Grande do Sul em 2024, a companhia anunciou por meio de seus veículos de comunicação, a suspensão total do serviço de trens. Essa medida deveu-se ao comprometimento da malha ferroviária devido ao grande acúmulo de água no trecho operado pela estatal, além disso, a estrutura do pátio de manutenções e armazenamento do material rodante também sofreu inundações, impossibilitando a funcionalidade dos serviços. Após 7 meses, as estações São Pedro, Rodoviária e Mercado são reabertas em 24 de dezembro de 2024. 